# Renault Captur
Renault Captur er en lille SUV fra bilfabrikanten Renault. Bilen kom på markedet i 2013, efter at den var blevet introduceret på Geneve Motor Show.
Bilen kom på markedet i hjemlandet Frankrig i april 2013, mens Danmark og Tyskland fulgte i juni.
Captur er baseret på samme platform som minibilen Clio, og dens nærmeste konkurrenter er Peugeot 2008, Nissan Juke og Opel Mokka.

## Motorer
- 0,9 TCe benzin, 66 kW (90 hk) / 135 Nm
- 1,2 TCe benzin, 88 kW (120 hk) / 190 Nm
- 1,5 dCi diesel, 66 kW (90 hk) / 220 Nm